# خوليو بريونز
خوليو بريونز هو لاعب كرة قدم إكوادوري، ولد في 1 يوليو 1975 في مانتا، الإكوادور في الإكوادور. شارك مع منتخب الإكوادور لكرة القدم. أما مع النوادي، فقد لعب مع نادي مانتا لكرة القدم.

## مسيرته الكروية
لعب خوليو بريونز خلال مسيرته الاحترافية مع 3 أندية في اثنا عشر موسمًا ولم يسجل خلالها أي هدف ضمن 81 مباراة. ولم يفز بأي موسم بالكأس أو بالدوري.
خاض خوليو بريونز مسيرته مع نادي غرين كروس في عامي 1994-1996 في المرة الأولى ولمدة موسمين ثم ما بين عامي 1997 و1998 لمدة موسم واحد، لم يشارك في أي مباراة ولم يسجل أي هدف. ثم انتقل إلى نادي ديلفين ما بين عامي 1996 و1997 في المرة الأولى لمدة موسم واحد ثم في موسم 1998 ليلعب معه سبعة مواسم، حيث شارك طوالها في 80 مباراة ولم يسجل أي هدف أيضًا. لينتقل بعدها إلى نادي مانتا لكرة القدم ما بين عامي 2005 و2006 لمدة موسم واحد، مشاركًا في مباراة ولم يسجل أي هدف أيضًا.

## وصلات خارجية
- خوليو بريونز على موقع قاعدة بيانات كرة القدم.إي يو (الإنجليزية)
- خوليو بريونز على موقع ناشيونال فوتبول تيمز (الإنجليزية)